# 山地ひでのり
山地 ひでのり（やまじ ひでのり、1988年11月22日 - ）は、日本の漫画家。男性。血液型はB型。

## 略歴
京都精華大学マンガ学部ストーリーマンガコースを卒業。
2010年、『微笑みの奇術師』で、 第67回小学館新人コミック大賞の少年部門で大賞を受賞。2014年、 『週刊少年サンデーS』にて『アトランティド』を連載開始。2016年、『週刊少年サンデー』にて『スメルハウンド』を掲載。2017年から2019年まで『週刊少年サンデー』にて『マリーグレイブ』を連載。2021年、『週刊少年サンデーS』にて『ソアラと魔物の家』を連載開始。

## 人物
ファンタジー作品を描くようになった理由として、幼いころから、ゲームや映画等でファンタジーを舞台にしたものに多く触れていたことが大きく影響しており、現実には存在しない世界観やキャラクターを想像力を膨らませて描くのが好きで、ファンタジー作品はそれが活かせるジャンルだからだと語っている。

## 作品

### 連載
- アトランティド（『週刊少年サンデーS』2014年8月号[5] - 2015年10月号）
- マリーグレイブ（『週刊少年サンデー』2018年3・4合併号[7] - 2019年7号[8]）
- ソアラと魔物の家（『週刊少年サンデーS』2022年1月号[9] - 連載中）

### 読み切り
- 微笑みの奇術師
- 太陽のポスティーノ（『サンデー超』2012年1月号） - デビュー作。
- スメルハウンド（『週刊少年サンデー』2016年20号[6]）

### 書籍
- 『アトランティド』、小学館〈少年サンデーコミックス〉2014年 - 2015年、全3巻
  1. 2014年12月18日発売[11]、ISBN 978-4-09-125440-5
  2. 2015年6月18日発売[12]、ISBN 978-4-09-126018-5
  3. 2015年10月16日発売[13]、ISBN 978-4-09-126472-5
- 『マリーグレイブ』、小学館〈少年サンデーコミックス〉2018年 - 2019年、全5巻
  1. 2018年4月18日発売[14]、ISBN 978-4-09-128245-3
  2. 2018年7月18日発売[15]、ISBN 978-4-09-128337-5
  3. 2018年10月18日発売[16]、ISBN 978-4-09-128558-4
  4. 2019年1月18日発売[17]、ISBN 978-4-09-128774-8
  5. 2019年3月18日発売[18]、ISBN 978-4-09-128885-1
- 『ソアラと魔物の家』、小学館〈サンデーうぇぶり〉2022年 - 、既刊5巻（2025年1月10日現在）
  1. 2022年5月12日発売[19][20]、ISBN 978-4-09-851048-1
  2. 2022年11月10日発売[21]、ISBN 978-4-09-851354-3
  3. 2023年7月12日発売[22]、ISBN 978-4-09-852541-6
  4. 2024年5月10日発売[23]、ISBN 978-4-09-853305-3
  5. 2025年1月10日発売[24]、ISBN 978-4-09-853823-2

## 受賞歴
- 2010年 - 67回小学館新人コミック大賞少年部門大賞（微笑みの奇術師）[4]